# Lucas Villela
Lucas Villela Rezende (Santa Luzia, 24 marzo 1994) è un calciatore brasiliano, centrocampista del P'yownik.

## Carriera
In carriera ha giocato 10 partite nei turni preliminari di Europa League.

## Palmarès

### Club

#### Competizioni nazionali
- Coppa di Lettonia: 1

RFS Riga: 2021
- Campionato lettone: 1

RFS Riga: 2021